# Гонсало Гарсія Гарсія
Гонсало Мануель Гарсія Гарсія (ісп. Gonzalo Manuel García García 13 жовтня 1983, Монтевідео) — колишній іспанський футболіст і тренер.
Народився в Уругваї, де і почав грати у футбол, а у віці 14 років емігрував зі своєю родиною до Галісії, на землю своїх дідусів і бабусь, і потрапив у академію «Компостели». Його чудові виступи з молодіжною командою та юнацькими збірними Іспанії привернули увагу грандів і у 2001 році він перейшов до мадридського «Реала». Однак у першій команді він не дебютував і натомість грав за команди Сегунди B, а у 2005 році виїхав до Нідерландів, де грав у ряді команд Ередивізі. Він також грав на Кіпрі та у Ізраїлі, вигравши чемпіонат Ізраїлю з «Маккабі» Тель-Авів, і завершив кар'єру в «Компостелі» в Терсері.
Після завершенні ігрової кар'єри він почав кар'єру тренера та очолював «Твенте» в Ередивізі та хорватську «Істру».

## Ігрова кар'єра

### Ранні роки
Гонсало народився в Монтевідео, його четверо бабусь і дідусів були галісійцями, і він почав грати у футбол у віці п'яти років у клубі «Ла-Рінконада», потім перейшов до академії «Дефенсора Спортінг».
У віці 14 років він емігрував із сім'єю до Галісії в Іспанії, оселився в Тео, і потрапив у академію місцевого клубу «Компостела», який на той час грав у Прімері. Він грав за команду в юнацькому чемпіонаті, де показав чудові виступи, наприклад, чотири голи, які він забив проти «Расінга Ферроль», коли його команда програвала з рахунком 1:2 і була на одного гравця менше або хет-трик, який він зробив у грі проти «Сельти» (6:4). Також грав у складі збірної Сантьяго та молодіжної збірної Галісії.
Його талант і відмінні якості привернули увагу великих команд Європи, серед яких «Мілан», який відправив Франко Барезі в клуб, щоб спробувати підписати гравця. Однак президент Хосе Марія Канеда вже майже завершив продаж півзахисника до «Реала», куди гравець в підсумку і перейшов у квітні 2001 року за 50 мільйонів песет (приблизно 300 000 євро). Це було найдорожче підписання молодого гравця «Реала» до приходу в 2015 році Мартіна Едегора. Однак він не дебютував у першій білій команді, натомість грав за «Реал Мадрид С», третю команду клубу. У сезоні 2003/04 він був відданий в оренду двом командам Сегунди B: у першій частині він грав за «Алькоркон», а в другій — за «Мериду». Наступного року він грав на правах оренди в «Паленсії» в тому ж дивізіоні.

### Виступи у Нідерландах (2005—2011)
Влітку 2005 року Гарсія перебрався до Нідерландів, підписавши контракт з клубу «Апелдорн» за рекомендацією колишнього гравця «Компостели» Хуана Хосе Вієдми. Там він отримав довіру тренера Стенлі Мензо і став одним із лідерів команди, забивши 16 голів у 36 іграх, ставши одним з найкращих бомбардирів другого голландського дивізіону.
В результаті іспанця помітили місцеві вищолігові клуби й влітку 2006 року він підписав контракт з «Геренвеном» з Ередивізі, де він став виступати з такими гравцями, як Паул Босвелт або Афонсо Алвес. Він зіграв вісім матчів у своєму першому сезоні в команді, яку тренував Гертьян Вербек, і забив гол у 30-му турі проти «Спарти» з Роттердама. Команда фінішувала на п'ятій позиції. На початку наступного сезону він продовжив грати в «Геренвені», але так і не зміг закріпитись в основі, тому в січні він відправився в оренду в «Гераклес» (Алмело), де він показав хороші виступи, забивши три голи, один з яких у ворота «Геренвена», і допоміг команді зберегти прописку в еліті.
Влітку 2008 року Гонсало підписав контракт два сезони з «Гронінгеном» за суму, близьку до мільйона євро. У першому сезоні він провів 28 матчів у чемпіонаті, забив чотири голи. У наступній кампанії він втратив місце в основі, тому в січні знову пішов в оренду, цього разу до «ВВВ-Венло», де забив три голи у 14 іграх чемпіонату. У сезоні 2010/11, повернувшись до «Гронінгена», він забив ще два голи, один із яких проти ПСВ на «Філіпсі».

### Кіпр та Ізраїль (2011—2015)
У червні 2011 року, після п'яти років перебування в Нідерландах, іспанець перебрався на Кіпр, підписавши контракт з місцевим АЕКом (Ларнака). Його вісім голів у тому сезоні поставили його на п'яте місце серед найкращих бомбардирів ліги та допомогли клубу завершити сезон на п'ятому місці.
Наступного року він виїхав до Ізраїлю, де підписав контракт з «Маккабі» (Тель-Авів), яку тренував його співвітчизник Оскар Гарсія, а запросив до команди гравця особисто спортивним директором Йорді Кройф. Іспанець допоміг клубу у першому ж сезоні виграти чемпіонат Ізраїлю у своєму першому сезоні, після чого повернувся на Кіпр і грав на правах оренди за «Анортосіс» з Фамагусти. На Кіпрі він провів 19 ігор і забив дев'ять голів, чотири з них в одному матчі проти «Докса Катокопіас», і наступного року продовжив виступи в клубі, вже підписавши з ним повноцінну угоду

### Повернення до Нідерландів
У сезоні 2015/16 він повернувся до Нідерландів, після того, як був відданий кіпріотами в оренду клубу «Гераклес» (Алмело), таким чином почавши свій другий період у команді з Оверейсела. Однак через травми він зміг зіграти лише вісім матчів, і всього три з них у стартовому складі.

### Завершення ігрової кар'єри
У 2016 році він повернувся до Сантьяго-де-Компостела та став тренуватись у місцевій команді «Компостела», таким чином розпочавши своє відновлення. Нарешті, в листопаді 2016 року він підписав угоду з клубом, за який дебютував у Терсерір голом з льоту проти «Вілалонги». У складі команди Яго Іглесіаса він провів 22 гри та забив 7 голів.
У 2017 році закінчив кар'єру гравця та розпочав кар'єру футбольного тренера.

## Збірна
Гонсало Гарсія виступав у юнацьких збірних Іспанії до 17 і 19 років, де йому доводилося грати з такими гравцями, як Фернандо Торрес та Андрес Іньєста . З юнаками до 17 років він виграв Кубок Меридіан у 2001 році, також забивши вирішальний гол у матчі проти Нігерії.

## Тренерська кар'єра
Тренерську кар'єру розпочав у сезоні 2017/18 в «Есб'єргу» в Данії, ставши помічником голландця Йона Ламмерса. З клубом з Ютландії вони змогли вийти до Суперліги того сезону.
У наступному сезоні 2018/19 Гарсія повернувся до Нідерландів і став асистентом Маріно Пушича у «Твенте». Команда стала чемпіоном другого дивізіону та вийшла в Ередивізі, після чого Пушич покинув клуб.
У травні 2019 року «Твенте» затвердив Гарсію новим головним тренером на сезон 2019/20. Через пандемію COVID-19 чемпіонат не було завершено, а на момент зупинки змагання команда посідала 14 місце, на вісім очок вище місць прямого вильоту, але його контракт не було продовжено.
У червні 2021 року Гарсія Гарсія був представлений як новий головний тренер хорватської «Істри 1961». Після 9-го місця у своєму першому сезоні, він фінішував 5-м у розіграші 2022/23 років, не добравши лише 3 очок до єврокубкової зони, при цьому його команда перемогла головних грандів «Динамо» (Загреб), «Хайдук» (Спліт) і місцевих суперників «Рієку». 6 червня 2023 року, після 76 ігор (21 перемога, 22 нічиї та 33 поразки), він залишив свою посаду, обопільно розірвавши контракт із клубом.

## Досягнення

### Як футболіст
- Чемпіон Ізраїлю (1): 2012/13

- Володар Кубка Меридіан (1): 2001.